# Eleição municipal de Catanduva em 2016
A eleição municipal de Catanduva em 2016 foi realizada em 2 de outubro de 2016 para eleger um prefeito, um vice-prefeito e 13 vereadores no município de Catanduva, no Estado de São Paulo, no Brasil. O prefeito eleito foi Afonso Macchione Neto, do PSB, com 56,20% dos votos válidos, sendo vitorioso logo no primeiro turno em disputa com três adversários, Beth Sahão (PT), Geraldo Vinholi (PSDB) e Julinho Ramos (PSD). A vice-prefeita eleita, na chapa de Macchione, foi a Marta Espírito Santo (PSB).
O pleito em Catanduva foi parte das eleições municipais nas unidades federativas do Brasil. Catanduva foi um dos 418 municípios vencidos pelo PSB; no Brasil, há 5.570 cidades.
A disputa para as 13 vagas na Câmara Municipal de Catanduva envolveu a participação de 206 candidatos. O candidato mais bem votado foi o debutante Ditinho Muleta, que obteve 2.391 votos (3,95% dos votos válidos).

## Antecedentes
Na eleição municipal de 2012, Geraldo Vinholi , do PSDB, derrotou os candidatos Beth Sahão (PT) e De Fázio (PMN). O candidato do PSDB foi eleito com 58,39% dos votos válidos, sendo vitorioso logo no primeiro turno.  O vice-prefeito, na chapa de Vinholi, foi Carlos Roberto Tafuri (DEM). 
O prefeito já havia cumprido 4 mandatos seguidos como deputado estadual, antes de assumir a prefeitura da cidade.
Em 2015 Geraldo foi condenado  pelo Tribunal Regional Eleitoral (TRE) a inelegibilidade por 8 anos, devido a ação de investigação judicial eleitoral pelo (PT) alegando que o candidato havia realizado propaganda antecipada nas eleições de 2014, quando o filho do prefeito, Marcos Vinholi concorreu a Deputado estadual. 
Um ano após o ocorrido, Vinholi conseguiu uma liminar no Tribunal Superior Eleitoral (TSE) para reverter a situação.

## Eleitorado
Na eleição de 2016, estiveram aptos a votar 87.295 eleitores, o que correspondia a 73% da população do município.

## Candidatos
Foram quatro candidatos à prefeitura em 2016: Afonso Macchione Neto, do PSB, Beth Sahão, do PT, Geraldo Vinholi, do PSDB e Julinho Ramos, do PSD.
|  | Candidato(a)          | Vice                 | Partido | Coligação                                                                            |
|  | --------------------- | -------------------- | ------- | ------------------------------------------------------------------------------------ |
|  | Afonso Macchione Neto | Marta Espírito Santo | PSB     | "Honestidade e trabalho" (PMDB/REDE/SD)                                              |
|  | Beth Sahão            | Leandro              | PT      | "Pra frente que se anda" (PMN/PRTB/PDT/PTdoB/PMN/PRTB/PTdoB/PDT)                     |
|  | Geraldo Vinholi       | Tafuri               | PSDB    | "Avança Catanduva" (DEM/PV/PR/PP/PHS/PROS/PEN/PTN/PRB/PRP/PPL/PPS/PSC/PCdoB/PTB/PTC) |
|  | Julinho Ramos         | Alan Figueiredo      | PSD     | "Coragem para mudar" (PSL/PSDC)                                                      |

## Campanha
As principais críticas que o prefeito Afonso Macchione deve enfrentar, segundo a população diz respeito à mobilidade urbana. Também foram citados problemas na rede de tratamento de esgoto, o que em dias de muita chuva, geram alagamentos em toda a cidade, principalmente no rio São Domingos.

## Resultados

### Prefeito
No dia 2 de outubro, Afonso Macchione foi reeleito com 56,20% dos votos válidos.
| Candidato(a)           | Vice                        | 1º Turno 02/10/2016 | 1º Turno 02/10/2016 |
| Candidato(a)           | Vice                        | Votação             | Votação             |
|                        |                             | Total               | Porcentagem         |
| ---------------------- | --------------------------- | ------------------- | ------------------- |
| Afonso Macchione (PSB) | Marta Espírito Santo (PMDB) | 34.403              | 56,20%              |
| Beth Sahão (PT)        | Leandro (PT)                | 11.301              | 18,46%              |
| Geraldo Vinholi (PSDB) | Tafuri (DEM)                | 10.692              | 17,47%              |
| Julinho Ramos (PSD)    | Alan Figueiredo (PSD)       | 4.816               | 7,87%               |
| Total de votos válidos | Total de votos válidos      | 61.212              | 89,75%              |
| Votos em branco        | Votos em branco             | 2.306               | 3,38%               |
| Votos nulos            | Votos nulos                 | 4.685               | 6,87%               |
| Total                  | Total                       | 68.203              | 100%                |
| Abstenções             | Abstenções                  | 18.626              | 21,45%              |
| Votos apurados         | Votos apurados              | 68.203              | 100%                |
| Total de eleitores     | Total de eleitores          | 87.295              | 100%                |

### Vereador
Dos treze (13) vereadores eleitos, sete (7) eram em 2012 da base de Geraldo Vinholi. Nenhum dos candidatos foi uma mulher. O vereador mais votado foi Ditinho Muleta (DEM), que teve 2.391 votos. O PSB é o partido com o maior número de vereadores eleitos (3), seguido pelo PT, com dois (2). 
| Resultado da eleição para a Câmara Municipal de Catanduva em 2016 por candidato | Resultado da eleição para a Câmara Municipal de Catanduva em 2016 por candidato | Resultado da eleição para a Câmara Municipal de Catanduva em 2016 por candidato | Resultado da eleição para a Câmara Municipal de Catanduva em 2016 por candidato | Resultado da eleição para a Câmara Municipal de Catanduva em 2016 por candidato | Resultado da eleição para a Câmara Municipal de Catanduva em 2016 por candidato |
| Candidato                                                                       | Número                                                                          | Partido                                                                         | Votos                                                                           | Porcentagem                                                                     |                                                                                 |
| ------------------------------------------------------------------------------- | ------------------------------------------------------------------------------- | ------------------------------------------------------------------------------- | ------------------------------------------------------------------------------- | ------------------------------------------------------------------------------- | ------------------------------------------------------------------------------- |
| Ditinho Muleta                                                                  | 25500                                                                           | DEM                                                                             | 2.391                                                                           | 3,95%                                                                           |                                                                                 |
| Luis Pereira                                                                    | 45000                                                                           | PSDB                                                                            | 2308                                                                            | 3,81%                                                                           |                                                                                 |
| Ivan Bernardi                                                                   | 77123                                                                           | SD                                                                              | 1.821                                                                           | 3,01%                                                                           |                                                                                 |
| Nilton Candido                                                                  | 40111                                                                           | PSB                                                                             | 1.717                                                                           | 2,83%                                                                           |                                                                                 |
| Daniel Palmeira                                                                 | 22222                                                                           | PR                                                                              | 1.321                                                                           | 2,18%                                                                           |                                                                                 |
| Mauricio da Esporte Show                                                        | 43111                                                                           | PV                                                                              | 1.268                                                                           | 2,09%                                                                           |                                                                                 |
| Cidimar Porto                                                                   | 15123                                                                           | PMDB                                                                            | 1.245                                                                           | 2,06%                                                                           |                                                                                 |
| Onofre Baraldi                                                                  | 14000                                                                           | PTB                                                                             | 1.060                                                                           | 1,75%                                                                           |                                                                                 |
| André Beck                                                                      | 40444                                                                           | PSB                                                                             | 1.055                                                                           | 1,74%                                                                           |                                                                                 |
| Amarildo do Sindicato                                                           | 40123                                                                           | PSB                                                                             | 1.021                                                                           | 1,69%                                                                           |                                                                                 |
| Wilson Paraná                                                                   | 13190                                                                           | PT                                                                              | 773                                                                             | 1,28%                                                                           |                                                                                 |
| Enfermeiro Ari                                                                  | 51333                                                                           | PEN                                                                             | 739                                                                             | 1,22%                                                                           |                                                                                 |
| Gaúcho                                                                          | 13789                                                                           | PT                                                                              | 622                                                                             | 1,03%                                                                           |                                                                                 |

| Votos válidos   | Votos válidos   | 60.579 | 88,82% |
| Votos nulos     | Votos nulos     | 4.138  | 6,07%  |
| Votos em branco | Votos em branco | 3.486  | 5,11%  |
| Total           | Total           | 68.203 | 100%   |
| --------------- | --------------- | ------ | ------ |

## Análises
Afonso Macchione teve uma vitória segura da candidata mais próxima, Beth Sahão, com mais de vinte mil votos de diferença. 
Em entrevista ao TEM Notícias, Afonso Macchione declarou que a prefeitura está realizando um serviço dragagem do ribeirão São Domingos, durante todo o ano, para que em períodos de chuva, o rio esteja com sua calha sem nada que atrapalhe o escoamento da água, evitando as enchentes frequentes na região.
Macchione também disse que a prefeitura está realizando brigadas contra a dengue, e mandando  agentes comunitários que realizam a colheta de objetos que possam acumular água nos bairros. Para os empresários, ele revelou que possui uma lei que dá incentivo para empresas já instaladas no município, nos impostos e na aquisição da área.

## Ligações extermas
- https://www.eleicoes2016.com.br/candidatos-catanduva-sp/
- http://g1.globo.com/sao-paulo/sao-jose-do-rio-preto-aracatuba/eleicoes/2016/noticia/2016/10/afonso-macchione-do-psb-e-eleito-prefeito-de-catanduva.html
- http://g1.globo.com/sao-paulo/sao-jose-do-rio-preto-aracatuba/noticia/afonso-macchione-faz-100-dias-como-prefeito-de-catanduva-e-fala-sobre-alagamentos-na-cidade.ghtml.
- http://eleicoesepolitica.com/vereador2016/candidatos-a-vereador-2016/catanduva-sp/